# Umazana bomba
Umazana bomba je špekulativno radiološko orožje, ki radioaktivno snov združuje s konvencionalnimi eksplozivi. Namen tega orožja je, da z radioaktivno snovjo kontaminira okolico eksplozije, zato mu pripisujemo lastnost 'umazanega'.
Čeprav bi v namen, da se po širšem območju razprši radioaktivno snov, zasnovali radiološko disperzivno napravo (RDD), pa bi imela bomba, ki uporablja konvencionalne eksplozive, prej smrtonosen učinek kot radioaktivna snov. Prisotnega ne bi bilo dovolj sevanja, ki bi povzročilo hudo bolezen ali smrt. Poskusna eksplozija in posledični izračuni, ki jih je izvedel ameriški Oddelek za energijo (DOE),  so pokazali, da bi bila izpostavljenost sevanju, če okuženega območja ne bi očistili, in če bi na prizadetemu območju vsi ostali eno leto, 'dokaj visoka', ne pa usodna. Nedavna analiza negativnih posledic jedrske nesreče v Černobilu to potrjuje in nakazuje, da je bil učinek na veliko ljudi v okolici, čeprav ne na tiste v bližnji okolici, ki je skoraj zanemarljiv.
Ker ni veliko možnosti, da bi umazana bomba povzročila veliko število smrtnih žrtev, je veliko ljudi ne šteje za orožje za množično uničevanje. Z njo naj bi ustvarjali psihološko škodo in ne fizične, kot tudi škodo zaradi nevednosti, množično paniko in teror. Zaradi tega se umazanim bombam včasih reče 'orožje za množično motenje miru'. Poleg tega zamejitev in razstrupljevanje tisočih žrtev, kot tudi razstrupljevanje prizadetega območja zahtevajo veliko časa in stroškov, zaradi česa postanejo območja delno neuporabna in doživijo gospodarsko škodo.

## Druge rabe termina
V zgodovini so termin uporabljali v povezavi z različnimi tipi jerdskega orožja. Zaradi neučinkovitosti prvotnega jedrskega orožja je bila med eksplozijo porabljena samo majhna količina radioaktivnih snovi. Mali deček (little boy) je imel samo 1,4% učinkovitost. Debeli deček (fat boy), ki je imel drugačno zasnovo in je uporabljal drugačne moderatorje, je imel 14% učinkovitost. Tako sta razpršila ogromne količine neuporabljenih moderatorjev in cepitvenih produktov, ki so v povprečju nevarnejši v obliki jedrskega prahu. V 50. letih 20. stoletja se je veliko razpravljalo o tem, če bi lahko ustvarili 'čiste' bombe in jih pogosto primerjali z umazanimi 'bombami'. 'Čiste' bombe so bile pogosto zastavljen cilj, znanstveniki in administracija pa so govorili, da bi lahko jedrsko orožje z visoko učinkovitostjo ustvarilo eksplozije, ki bi vso svojo energijo proizvedle v obliki jedrske fuzije, ki ne ustvarja škodljivih cepitvenih produktov.
Vendar pa je nesreča Castle Bravo leta 1954, v kateri je termonuklearno orožje proizvedlo ogromno količino jedrskega prahu, ki se je razpršil med ljudi, pokazala, da to ni bilo tisto, kar se je dejansko uporabljalo v termoelektrarnem orožju, ki približno polovico svoje eksplozivne moči dobi v zadnji stopnji cepitve. Čeprav so nekateri predlagali proizvajanje 'čistega' orožja, so drugi teoretiki rekli, da lahko nekdo namerno naredi 'umazano' jedrsko orožje tako, da ga 'zasoli' s snovjo, ki lahko proizvede velike količine obstojnih onesnaženih delcev, če jih obseva jedro orožja. Te bombe so poznane kot zasoljene bombe; določeni podvrsti se pogosto reče kobaltova bomba.

## Umazane bombe in terorizem
Po terorističnih napadih 11. septembra 2001 se je občutno povečal strah pred terorističnimi skupinami, ki uporabljajo umazane bombe, o čemer mediji pogosto poročajo. Ameriško obrambno ministrstvo je terorizem, kakršen se izvaja, definiralo kot namerno uporabo nezakonitega nasilja ali grožnjo z nezakonitim nasiljem z namenom, da vcepi strah; z namenom, da prisili ali zastrahuje vlade ali družbe, ki sledijo političnim, verskim ali ideološkim ciljem. Do sedaj obstajata samo dva primera z bombama, ki sta vsebovali cezij in nobena od njiju se ni sprožila. Oba primera sta bila povezana s Čečenijo. Prvi primer radiološkega terorja je novembra 1995 izvedla skupina čečenskih separatistov, ki so cezij-137, zavit v eksplozive, zakopali v Izmajlovski park v Moskvi. Čečenski uporniški vodja je obvestil medije, bomba se ni aktivirala, dogodek pa se je na koncu izkazal samo za primer pridobivanja medijske pozornosti.
Decembra 1998 je čečenska varnostna služba razglasila drugi poskus, ko je odkrila zabojnik napolnjen z radioaktivnimi snovmi, ki so bile pritrjene na eksplozivno mino. Bomba je bila skrita blizu železniške proge v predmestju Argun, šestnajst kilometrov vzhodno od čečenske prestolnice Grozni. Sumili so isto čečensko separatistično skupino. Kljub povečanemu strahu pred napadom z umazano bombo je težko oceniti, ali se je občutno povečala dejanska nevarnost, da se takšen dogodek pripeti.

## Učinek eksplozije umazane bombe
Pri posledicah eksplozije umazane bombe moramo nasloviti dve glavni področji: (i) vpliv na civiliste, ne samo takojšnje smrtne žrtve in dolgoročne zdravstvene težave, temveč tudi psihološki učinek, ter (ti) vpliv na gospodarstvo. Ker še ni prišlo do detonacije umazane bombe, je težko napovedati učinke. Glede na več analiz se predvideva, da zaradi radioloških disperzivnih naprav (RDD) ljudje ne bi zboleli ali umrli.

## Nesreče z radioaktivnimi snovmi
Večkrat se je že poročalo o učinkih nenadzorovane radioaktivne okuženosti. Ena takšna radiološka nesreča se je zgodila v Goiânii v Braziliji, med septembrom 1987 in marcem 1988: dva iskalca kovin sta vdrla v zapuščeno kliniko za radioterapijo in vzela kapsulo za teleterapijo, ki je vsebovala cezij 137 v prahu z aktivnostjo 50 TBq (Tera bekerelov). Prinesla sta jo domov, da bi jo razstavila in prodala kot odpadno železo. Kasneje istega dne sta moška kazala resne znake radioaktivnega obolenja; bruhala sta, eden od moških pa je imel zatečeno roko in drisko. Nekaj dni kasneje je eden od moških predrl milimeter debelo okence kapsule in cezijev klorid v prahu je stekel ven. Ko je ugotovil, da se je prah v temi modro svetil, ga je nesel pokazat svoji družini in prijateljem. Po dveh tednih izpostavljenosti je sevanje povzročilo naraščajoče število slabih učinkov na zdravje, v bolnišnici so pravilno diagnosticirali hudo radioaktivno obolenje in sprožili postopek primernih varnostnih ukrepov. Do takrat je bilo že okuženih 249 ljudi, 151 jih je kazalo znake zunanje in notranje okužbe, od tega jih je bilo 20 resno bolnih, 5 pa jih je umrlo.
Zaradi nesreče v Goiânii lahko do neke mere predvidimo vzorec okužbe, če ni takoj znano, da je eksplozija razširila radioaktivne snovi, vidimo pa lahko tudi, kako smrtonosne so celo zelo majhne količine radioaktivnega prahu. To poveča skrbi zaradi teroristov, ki uporabljajo alfa snov v prahu, ki oddaja sevanje in povzroča resno zdravstveno tveganje, kot se je zgodilo v primeru pokojnega nekdanjega KGB-jevega vohuna Aleksandra Litvinenka, ki je ali pojedel, popil ali pa vdihnil polonij 210. 'Dimne bombe' na osnovi alfa emitorjev so lahko prav tako nevarne kot umazane bombe osnovane na beta ali gama emitorjih.

## Kako na tveganje gleda javnost
Za večino vpletenih v jedrski nesreči je zdravstveno tveganje zaradi sevanja (tj. povečana verjetnost kasnejšega nastanka rakavega obolenja zaradi izpostavljenosti sevanju) majhno v primerjavi s tveganjem zaradi kajenja petih škatlic cigaret na dan. Strah pred sevanjem ni vedno logičen. Čeprav je lahko izpostavljenost sevanju minimalna, se zdi veliko ljudem zastrašujoča, saj je to nekaj, česar ne morejo videti ali čutiti in je tako neznan vir nevarnosti. V primeru radiološke nesreče bi bilo lahko delo z javnostjo največji izziv. Politiki, znanstveniki in mediji lahko ljudi obvestijo o pravi nevarnosti in tako zmanjšajo možne psihološke in gospodarske učinke.
Izjave ameriške vlade po 11. septembru so morda po nepotrebnem prispevale k strahu javnosti pred umazanimi bombami. Ko je ameriški pravosodni minister John Ashcroft 10. junija 2002 naznanil aretacijo Joséja Padille, ki naj bi načrtoval detonacijo takšnega orožja, je rekel:
»Radioaktivna 'umazana bomba' (...) širi radioaktivne snovi, ki so za ljudi zelo strupene in lahko povzročijo množično umiranje in poškodbe.«
Ta javni strah pred sevanjem igra veliko vlogo tudi pri tem, zakaj bi bili stroški radiološkega napada na veliko mestno območje (kakršen je na primer spodnji Manhattan) morda enaki ali celo večjim od tistih za napade 11. septembra. Če predvidevamo, da nivo sevanja ne bi bil previsok in območja ne bi bilo potrebno zapustiti, kot je bilo potrebno zapustiti mesto Pripyat blizu černobilskega reaktorja, se bi pričelo drago in dolgotrajno čiščenje. To bi večinoma zajemalo podiranje zelo okuženih stavb, izkopavanje okužene prsti in hiter nanos lepljivih snovi na preostalo površje, ki bi zadržale radioaktivne delce, da sevanje ne bi prodrlo skozi stavbeni material. Ti postopki se trenutno uporabljajo za čiščenje radioaktivnega onesnaženja, toda nekateri strokovnjaki pravijo, da celotno čiščenje zunanjih površin v mestnem območju morda ne bi bilo tehnično izvedljivo. Med izgubo bi podjetja izgubila veliko delovnega časa, toda celo potem, ko bi sevanje zmanjšali na sprejemljiv nivo, ljudje v tistem območju morda ne bi hoteli delati. Turizma morda ne bi nikdar obnovili.

## Izdelava umazane bombe in pridobivanje materialov
Teroristične organizacije potrebujejo za izdelavo in detonacijo umazane bombe radioaktivne snovi, ki jih ukradejo ali pa nezakonito kupijo. Možne radioaktivne snovi se da dobiti iz na milijone različnih virov, ki se po svetu uporabljajo v industriji, v medicinske namene in pri akademskih raziskavah. Izmed teh virov izstopa samo devet izotopov proizvedenih v reaktorjih, ki so primerni za izvajanje radiološkega terorja: americij 241, kalifornij 252, cezij 137, kobalt 60, iridij 192, plutonij 238, polonij 210, radij 226 in stroncij 90. Celo tu je mogoče, da radij 226 in polonij 210 ne predstavljata hude grožnje. Ameriška Uprava za jedrsko varnost je ocenila, da v ZDA vsak dan v letu približno enega od teh virov izgubijo, opustijo ali ukradejo, v Evropski uniji pa 70 virov. Po svetu je razkropljenih na tisoče takšnih 'osirotelih' virov, izmed teh pa jih je samo 20% označenih kot potencialno problematičnih. Zlasti Rusija naj bi hranila več tisoč opuščenih virov, ki so se izgubili po propadu Sovjetske zveze. Veliko, toda neznano število teh virov je zelo problematičnih. Omembe vredni so ruski zelo močni beta emitorji na osnovi stroncija 90, ki se uporabljajo kot radioizotopi termoelektrični generatorji za luči v svetilnikih na oddaljenih območjih. Decembra 2001 so trije gruzijski drvarji naleteli na takšen električni generator in ga odvlekli nazaj v svoj tabor, da bi ga uporabljali za ogrevanje. Čez nekaj ur so že trpeli za hudim radiološkim obolenjem in so poiskali zdravniško pomoč. Mednarodna agencija za jedrsko energijo (IAEA) je kasneje povedala, da je generator vseboval približno 40 kCi (kilocurie) stroncija, to je 1,5 PBq (peta bekerel), kar je enako vsoti sevanja, ki se je sprostilo takoj po nesreči v Černobilu (čeprav je bil dejanski izpust sevanja pri okrog 100 Mci (megacurie) oz. 3700 PBq 2500-krat večje).
Čeprav lahko teroristične organizacije radioaktivne snovi dobijo na 'črnemu trgu' – in med letoma 1996 in 2004 se je nezakonito prekupčevanje radioaktivih snovi stalno povečevalo –, je to prekupčevanje povezano z najdenimi izgubljenimi viri, ki niso bili uporabljeni v kriminalne namene in rečemo lahko, da za obstoj tega tržišča ni dokazov. Teroristi pa morajo poleg tega, da morajo dobiti radioaktivne snovi, upoštevati tudi nasprotujoče si zahteve glede lastnosti teh snovi: Prvič, vir mora biti 'dovolj' radioaktiven, da z eksplozijo ustvari škodo s sevanjem, ali pa vsaj družbeno škodo ali nered. Drugič, vir mora biti med prevozom dovolj zaščiten, da je zaščiten voznik, vendar ne toliko, da bi pretežak. Tretjič, vir mora imeti lastnost, da se ob eksploziji dovolj razprši in okuži okolico.
Primer najslabšega možnega scenarija bi bil, da bi imela teroristična organizacija vir zelo radioaktivne snovi, npr. toplotni generator s stroncijem 90, ki lahko ustvari nesrečo primerljivo s Černobilom. Čeprav se zdi detonacija takšne bombe strašna, bi bilo bombo težko sestaviti in prepeljati brez resne poškodbe in možne smrti med vpletenimi. Če bi želeli vir učinkovito zaščititi, bi ga bilo skoraj nemogoče prepeljati in bi bil ob detonaciji veliko manj učinkovit.
Zaradi teh treh omejitev pri izdelavi umazane bombe se na radiološke disperzivne naprave še vedno gleda kot na 'visokotehnološko' orožje in ga morda zato do sedaj še niso uporabili.

## Možnost obstoja terorističnih skupin, ki uporabljajo umazane bombe
Trenutno ocenjujejo, da bi umazane bombe morda uporabila ena teroristična skupina, Al Kaida. Temu je tako, ker so poskusi te skupine, da bi dobila umazano bombo, v strokovni literaturi najbolje opisani, tudi zaradi pozornosti, ki jo je bila ta skupina deležna zaradi napadov 11. septembra.
8. maja 2002 so aretirali Joséja Padillo (poznan tudi kot Abdulla al-Muhajir) zaradi suma, da je bil terorist Al Kaide, ki je poskušal v ZDA detonirati umazano bombo. Ta sum se je vzbudil zaradi informacij, ki so jih dobili od aretiranega vrhovnega člana Al Kaide v ameriškemu priporu, Abuja Zubajde, ki je med zasliševanjem razkril, da je bila organizacija blizu temu, da sestavi umazano bombo. Čeprav Padilla v času aretacije ni dobil radioaktivnih snovi ali eksplozivov, so policisti dobili dokaze, da je iskal uporabne radioaktivne snovi možne lokacije za detonacijo. Vendar pa obstajajo dvomi glede tega, da je José Padilla pripravljal takšen napad in ljudje trdijo, da je bila njegova aretacija politične narave zaradi varnostnih spodrsljajev CIA-e in FBI-ja pred 11. septembrom 2001.
Kasneje je bila obtožnica proti Padilli ovržena. Čeprav ni bilo dokazov, da ima Al Kaida umazano bombo, se ljudje strinjajo, da Al Kaida predstavlja potencialno grožnjo za napad z umazano bombo, saj mora organizacija spremeniti domneven vtis, da ZDA in njene zaveznice zmagujejo v vojni proti terorizmu. Nadaljnjo skrb predstavlja argument, da »če so samomorilski bombni teroristi pripravljeni umreti tako, da se z letalom zaletijo v stavbo, je mogoče, da so pripravljeni žrtvovati svoja življenja za sestavitev umazane bombe.« 
V tej zaroti naj bi sodelovalo več drugih zapornikov. Zapornik v Guantanamu Binyam Mohamed pravi, da je bil podvržen ugrabitvi in mučenju, ter da je vlogo v zaroti priznal zaradi mučenja. V ameriškemu in britanskemu zakonodajnemu sistemu je iskal načine, da bi dokazal, da so ga mučili. Guantanamski tožilci še vedno vztrajajo, da je bila zarota resnična in so Binyama leta 2008 obtožili. Oktobra 2008 so obtožnico ovrgli, vendar trdijo, da bi lahko obtožbe dokazali, ovrgli pa so jih zgolj zato, da bi pospešili postopek sojenja. Ameriški okrožni sodnik Emmet G. Sullivan je vztrajal, da je morala administracija še vedno predati dokaze, ki so upravičevali obtožbe o napadu z umazano bombo in je odvetnike okaral, da ovržba obtožbe »sproža resna vprašanja, ali je bila obtožnica sploh kdaj resnična.«
Leta 2006 se je Dhiren Barot iz severnega Londona izrekel za krivega pri načrtovanju poboja nedolžnih ljudi v Združenemu kraljestvu in Združenih državah z radioaktivno umazano bombo. V Angliji je nameraval napasti podzemne parkirne hiše, v Ameriki pa stavbe Mednarodnega denarnega sklada, stavbe Svetovne banke v Washingtonu, newyorško Borzo ter finančne stavbe Citigroup in Prudential Financial v Newarku v državi New Jersey. Soočil se je še z dvanajstimi drugimi obtožbami, vključno za namen kaljenja javnega miru, sedmimi obtožnicami zaradi pridobivanja aretacij v teroristične namene in štirimi obtožnicami zaradi posedovanja informacij v teroristične namene. Strokovnjaki pravijo, da izvršba zarote »ne bi povzročila smrti, vplivala pa bi na okrog petsto ljudi.«
Leta 2009 so bili v razkritem poročilu FBI-ja opisani rezultati preiskave hiše James G. Cummingsa v državi Maine, pristaša gibanja belske nadvlade, ki ga je do smrti ustrelila žena. Preiskovalci so našli štiri posode po štiri litre 35-procentnega hidrogen peroksida, urana, torija, litija, aluminija v prahu, berilija, borona, črnega železovega oksida in magnezija, kot tudi navodila, kako zgraditi umazane bombe in podatke o radioaktivnih snoveh ceziju 137, stronciju 90 in kobaltu 60. FBI je potrdil resničnost poročila, vendar so rekli, da javnost sploh ni bila v nevarnosti.
Aprila 2009 je Ukrajinska varnostna služba objavila aretacijo enega zakonodajalca in dveh poslovnežev iz province Termopil. V operaciji pod krinko so zajeli 3,7 kilograma plutonija 239 (osumljenci so trdili, da je bil to plutonij), ki se večinoma uporablja za jedrske reaktorje in jedrsko orožje, vendar so strokovnjaki določili, da je šlo verjetno za americij, 'pogosto rabljeno' radioaktivno snov, ki se običajno v vsotah manjših od enega kilograma uporablja v dimnih detektorjih, vendar se lahko uporabi tudi za umazano bombo. Osumljenci naj bi za snov zahtevali deset milijonov dolarjev, denar pa je bil narejen v Rusiji v času Sovjetske zveze in v Ukrajino pretihotapljen preko sosednje države.